# Karolina Pierzynowska
Karolina Pierzynowska – polska neurobiolog molekularna i biolog medyczna; doktor habilitowana nauk ścisłych i przyrodniczych w dyscyplinie nauk biologicznych; adiunkt na Wydziale Biologii Uniwersytetu Gdańskiego, autorka ponad 100 publikacji; laureatka wielu prestiżowych nagród i stypendiów; członkini Polskiego Towarzystwa Biochemicznego.

## Życiorys naukowy
W 2013 roku ukończyła studia na Uniwersytecie Gdańskim. W 2019 szkoliła się w Laboratorium Neuropatologii Molekularnej, Katedry Biochemii Uniwersytetu Zachodniej Wirginii. Doktorat obroniła 31 stycznia 2020 dysertacją Indukcja autofagii jako mechanizm działania genisteiny w eksperymentalnej terapii chorób neurodegeneracyjnych, przygotowaną pod kierunkiem prof. Grzegorza Węgrzyna. Habilitowała się 15 grudnia 2023 na podstawie oceny aktywności naukowej oraz pracy: Wykorzystanie danych transkryptomicznych do identyfikacji nowych celów terapeutycznych dla lizosomalnych chorób spichrzeniowych z grupy mukopolisacharydoz.

### Badania
Badania dr Pierzynowskiej koncentrują się wokół nowych strategii terapii i mechanizmów patogenezy chorób genetycznych i neurodegeneracyjnych oraz immunohistochemii. Te przyniosły Uniwersytetowi Gdańskiemu patent na wykorzystanie genisteiny w leczeniu choroby Alzheimera.

## Życie prywatne
Prywatnie matka dwójki dzieci i miłośniczka tańca i fitnessu.